# Sandara Park
Sandara Park (hangul: 박산다라), även känd under artistnamnet Dara (hangul: 다라), född 12 november 1984 i Busan, är en sydkoreansk sångerska, skådespelare och programledare.
Hon var medlem i den sydkoreanska tjejgruppen 2NE1 från gruppens debut 2009 till upplösningen 2016.

## Diskografi

### Album
| Albuminformation                         | Topplacering          |
| Albuminformation                         | Sydkorea (Gaon Chart) |
| ---------------------------------------- | --------------------- |
| Sandara (EP-skiva) - Släppt: 1 juli 2004 | —                     |

### Singlar
| År   | Titel           | Topplacering          |
| År   | Titel           | Sydkorea (Gaon Chart) |
| ---- | --------------- | --------------------- |
| 2004 | "In Or Out"     | —                     |
| 2009 | "Kiss" (med CL) | 5                     |

### Soundtrack
| År   | Titel                               | Topplacering          | Film/Serie            |
| År   | Titel                               | Sydkorea (Gaon Chart) | Film/Serie            |
| ---- | ----------------------------------- | --------------------- | --------------------- |
| 2015 | "Today"                             | —                     | We Broke Up           |
| 2015 | "Two of Us" (med Kang Seung-yoon)   | —                     | We Broke Up           |
| 2015 | "We Broke Up" (med Kang Seung-yoon) | —                     | We Broke Up           |
| 2016 | "Loving U"                          | —                     | One More Happy Ending |
| 2017 | "Song of Memory" (med Han Jae-suk)  | —                     | One Step              |
| 2017 | "Step"                              | —                     | One Step              |

## Filmografi

### Film
| År   | Titel              | Roll               |
| ---- | ------------------ | ------------------ |
| 2004 | Volta              | cameoroll          |
| 2004 | Bcuz of U          | April              |
| 2005 | Can This Be Love   | Daisy              |
| 2006 | D' Lucky Ones      | Lucky Girl/Anna    |
| 2006 | Super Noypi        | Michie Rapisora    |
| 2009 | Girlfriends        | cameoroll med 2NE1 |
| 2017 | My Ex and Whys     | cameoroll          |
| 2017 | One Step           | Si-hyun            |
| 2017 | Cheese in the Trap | Jang Bo-ra         |

### TV-serier
| År   | Titel                        | Kanal               | Roll                    |
| ---- | ---------------------------- | ------------------- | ----------------------- |
| 2004 | Krystala                     | ABS-CBN             | Kim                     |
| 2004 | SCQ Reload: Ok Ako!          | ABS-CBN             | Sandara Soh             |
| 2004 | Maalaala Mo Kaya: Scrapbook  | ABS-CBN             | sig själv               |
| 2006 | Your Song: Everything You Do | ABS-CBN             | sig själv               |
| 2006 | Komiks Presents: Machete     | ABS-CBN             | Mara                    |
| 2006 | Crazy for You                | ABS-CBN             | Ara                     |
| 2006 | Abt Ur Luv                   | ABS-CBN             | Betina (cameoroll)      |
| 2007 | Dalawang Tisoy               | RPN                 | Kim Chee                |
| 2009 | The Return of Iljimae        | MBC                 | Rie                     |
| 2009 | Style                        | SBS                 | cameoroll med 2NE1      |
| 2014 | My Love from the Star        | SBS                 | cameoroll               |
| 2015 | Dr. Ian                      | Naver TV Cast Youku | Lee So-dam              |
| 2015 | We Broke Up                  | CJ E&M              | Noh Woo-ri              |
| 2015 | The Producers                | KBS2                | cameoroll               |
| 2015 | Missing Korea                | KBS                 | Ri Yeon-hwa             |
| 2016 | One More Happy Ending        | MBC                 | Goo Seul-ah (cameoroll) |